# Matschinsky-Denninghoff
Martin Matschinsky, né le 4 juillet 1921 à Grötzingen (Karlsruhe) et mort le 24 janvier 2020 à Berlin (Allemagne), et Brigitte Matschinsky-Denninghoff, née à Berlin (Allemagne) le 2 juin 1921 et morte dans cette ville le 11 avril 2011 formaient un couple d'artistes allemands connus pour leurs sculptures abstraites monumentales réalisées en tubes d'acier inoxydable.

## Biographie
Martin Matschinsky commence, après la guerre, des études pour devenir acteur à l'école Otto Falckenberg de Munich. C'est par l'influence de Brigitte Meier-Denninghoff qu'il s'intéresse ensuite à l'art moderne. 
Brigitte Meier-Denninghoff, quant à elle, étudie à Berlin et devient l'assistante de Henry Moore à partir de 1948. En 1949, avec six autres artistes dont Willi Baumeister ou Ruprecht Geiger, elle crée à Munich le groupe ZEN 49 qui propose un renouvellement moral de l'art après la période nazie. 
Le travail du couple commence en 1955. En 1959 et 1964, ils exposent à la documenta de Cassel. 

## Œuvres
Dans les années 1950, ils utilisent particulièrement le laiton et l'étain. Leurs œuvres questionnent les interactions entre la lumière et l'ombre, le vide et le plein. C'est seulement plus tard qu'ils emploient des tubes préfabriqués en acier pour réaliser leurs sculptures monumentales tubulaires.
Ils réalisent également des œuvres de plus petits formats dans les années 1980. 

## Illustrations d'œuvres

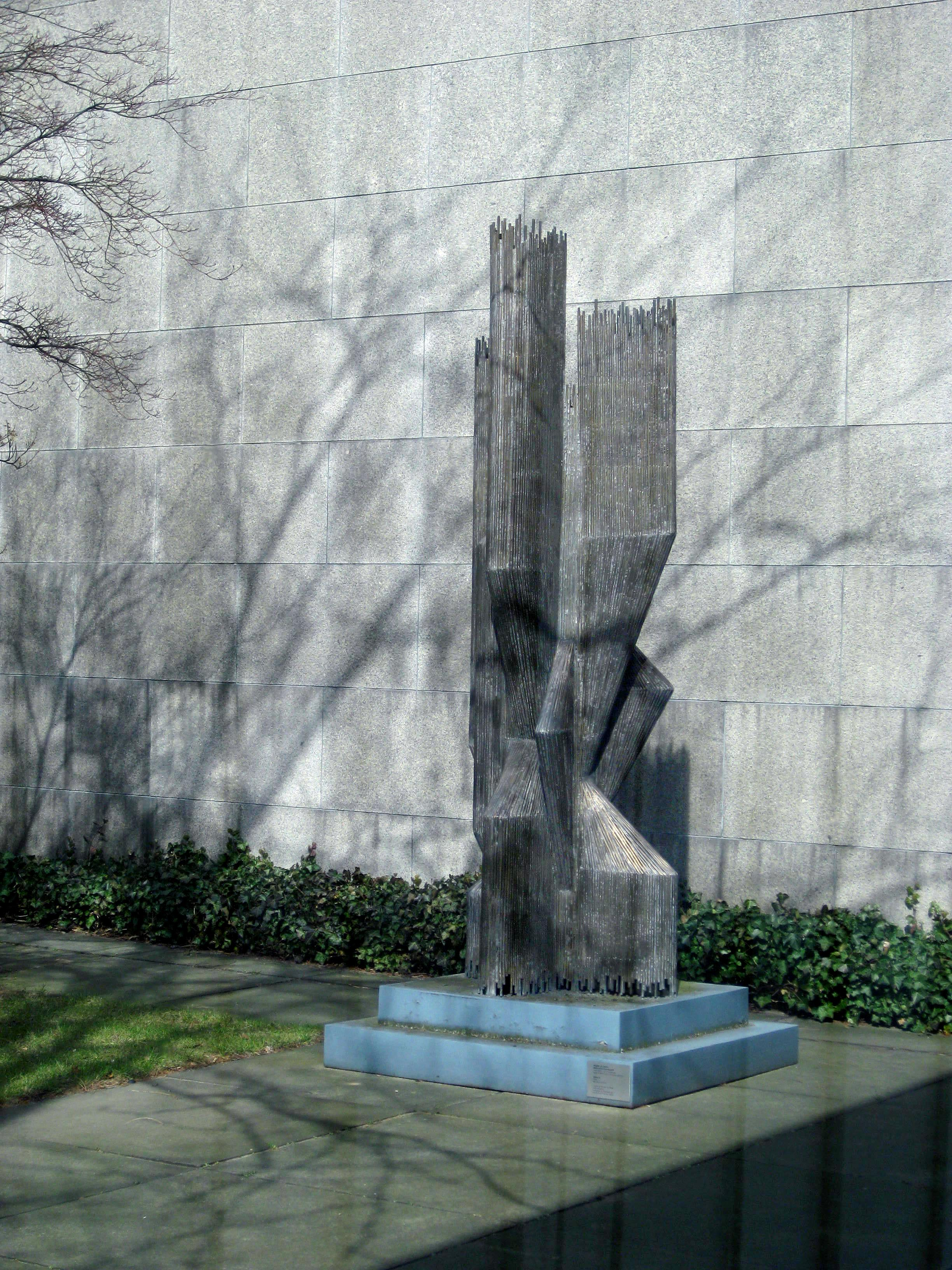
Afrika IV (1962), Berlin
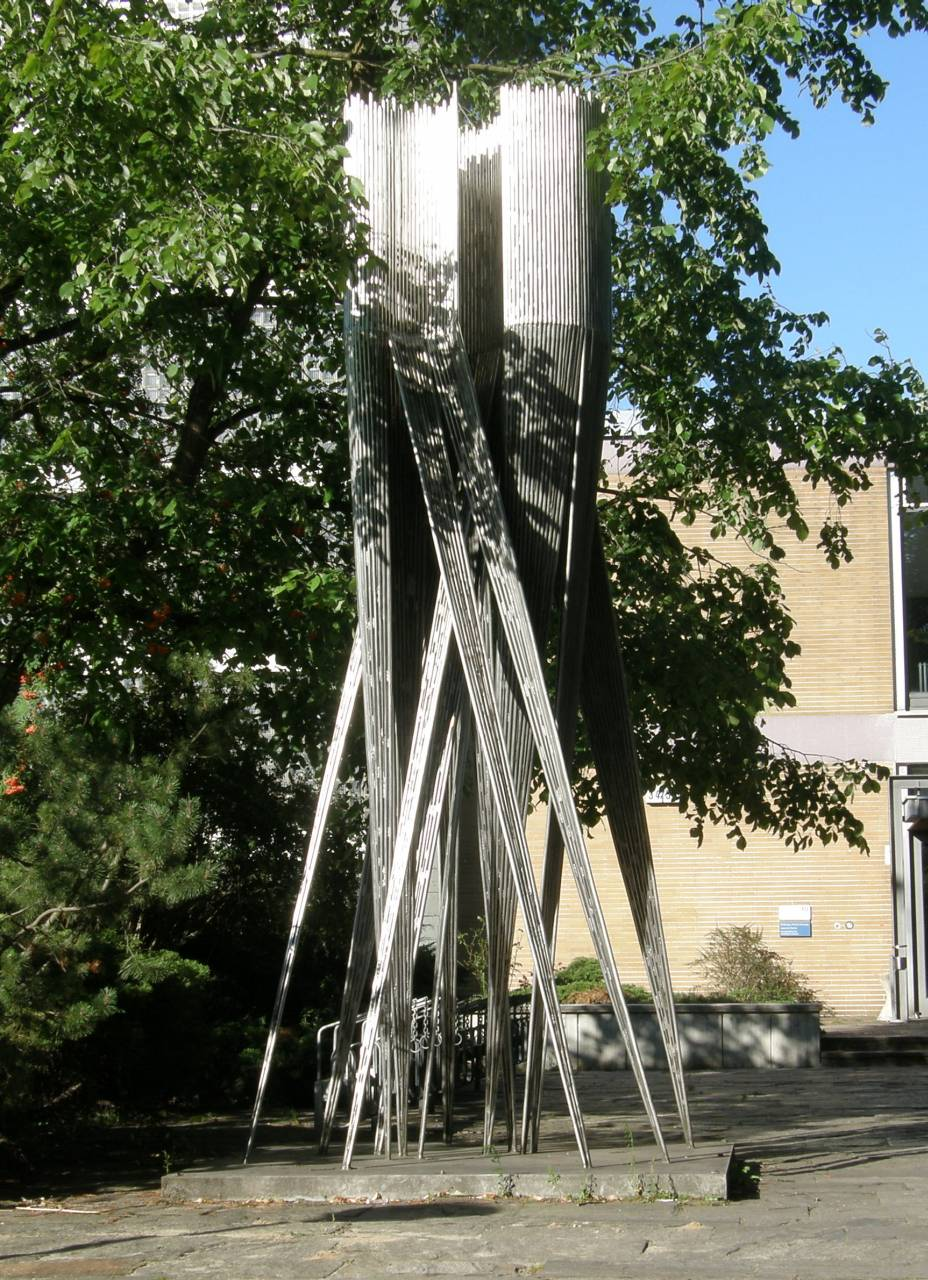
Scientia (1963), Berlin
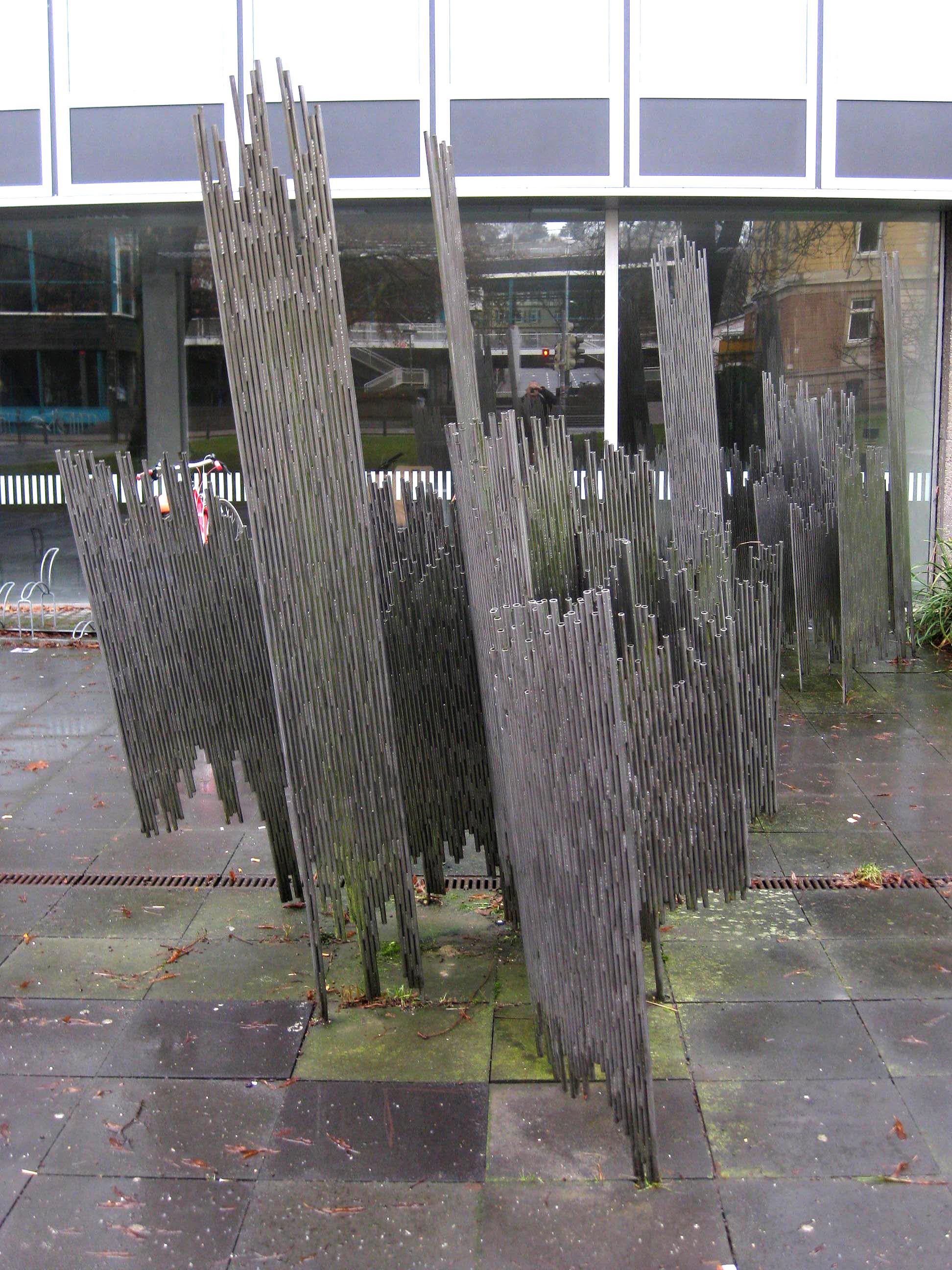
Skulptur für die Universitäts-Bibliothek Tübingen (1966), Tübingen
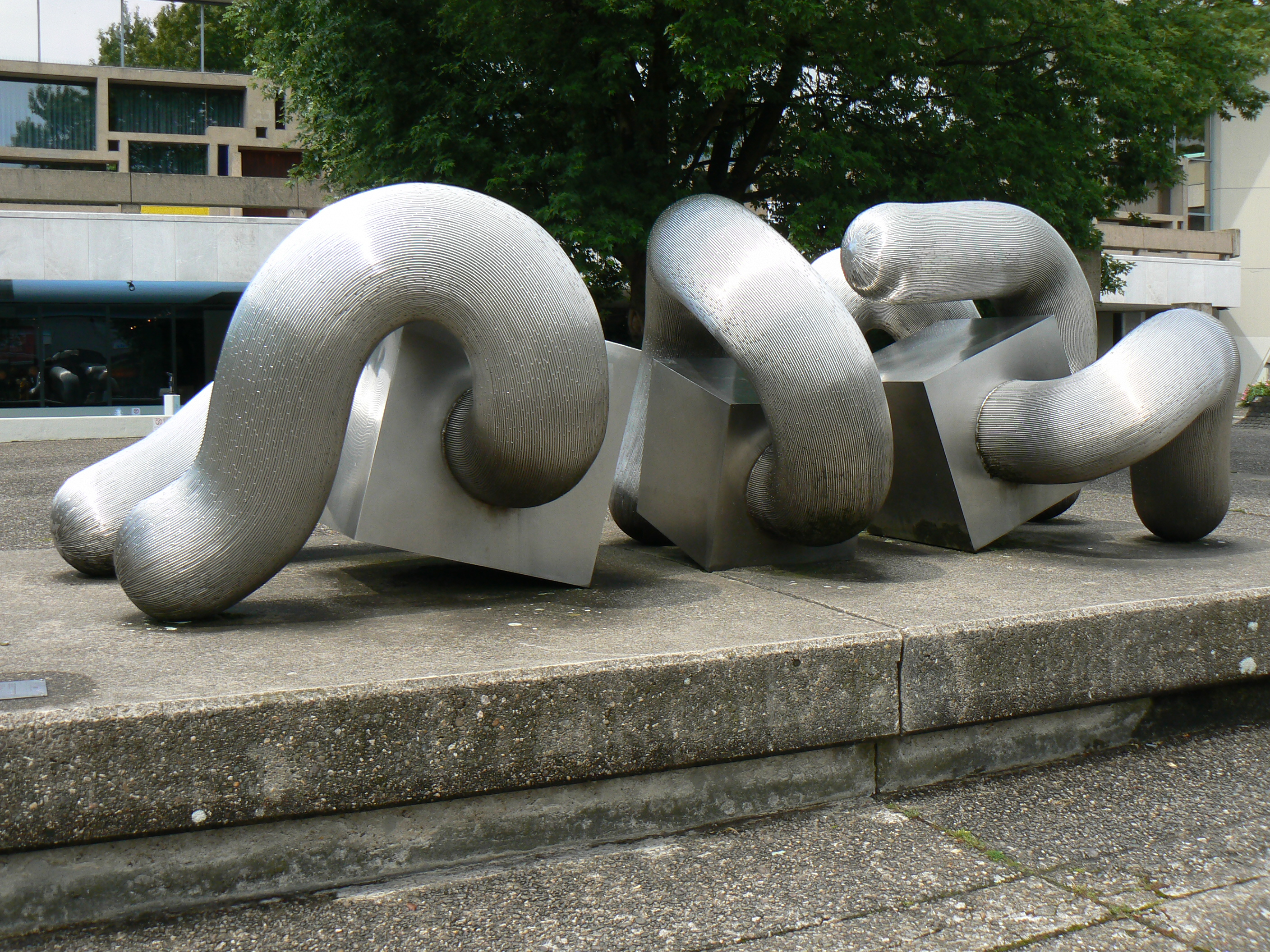
Naturmaschine (1969), Skulpturenmuseum Glaskasten, Marl
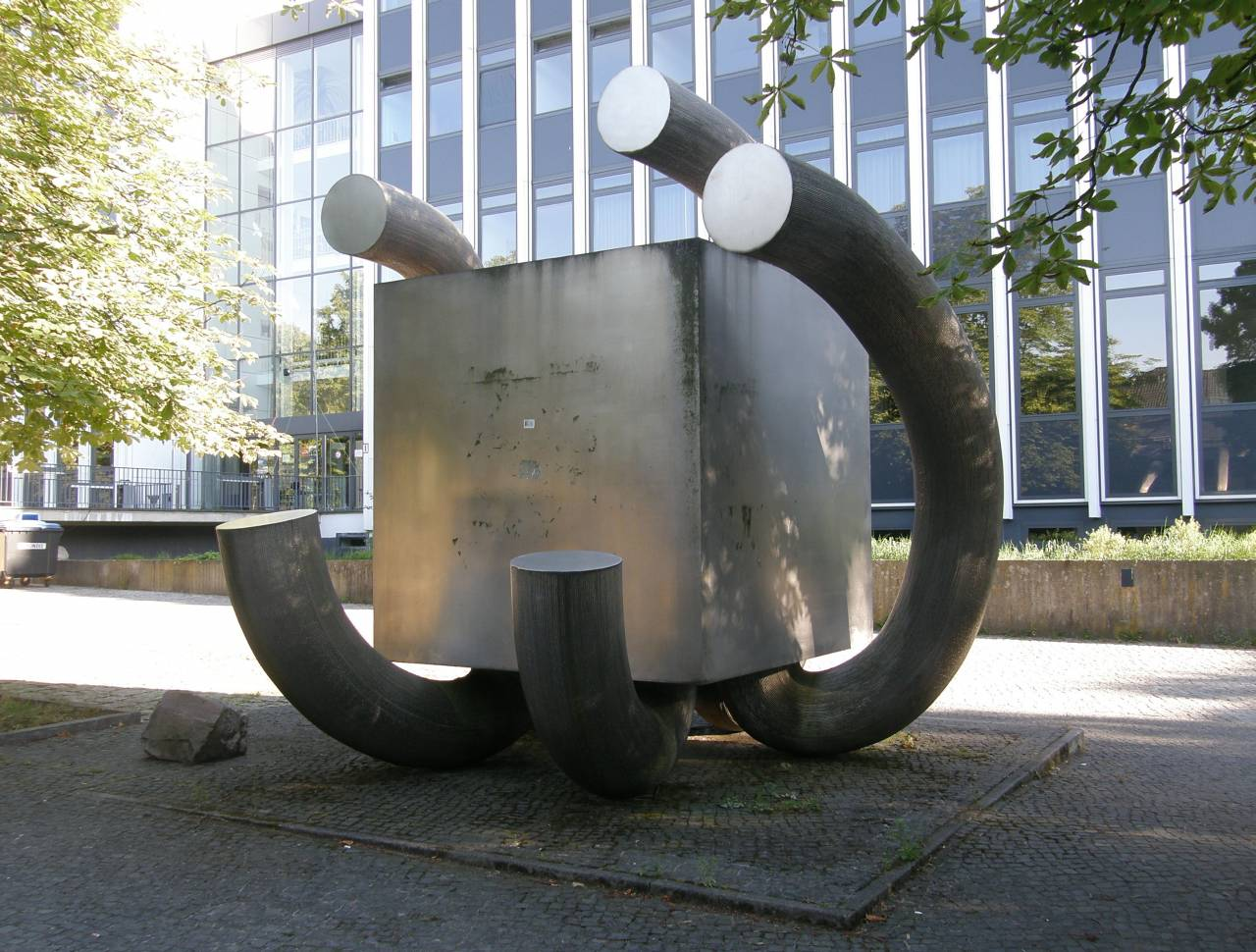
Großer Würfel (1970), Berlin
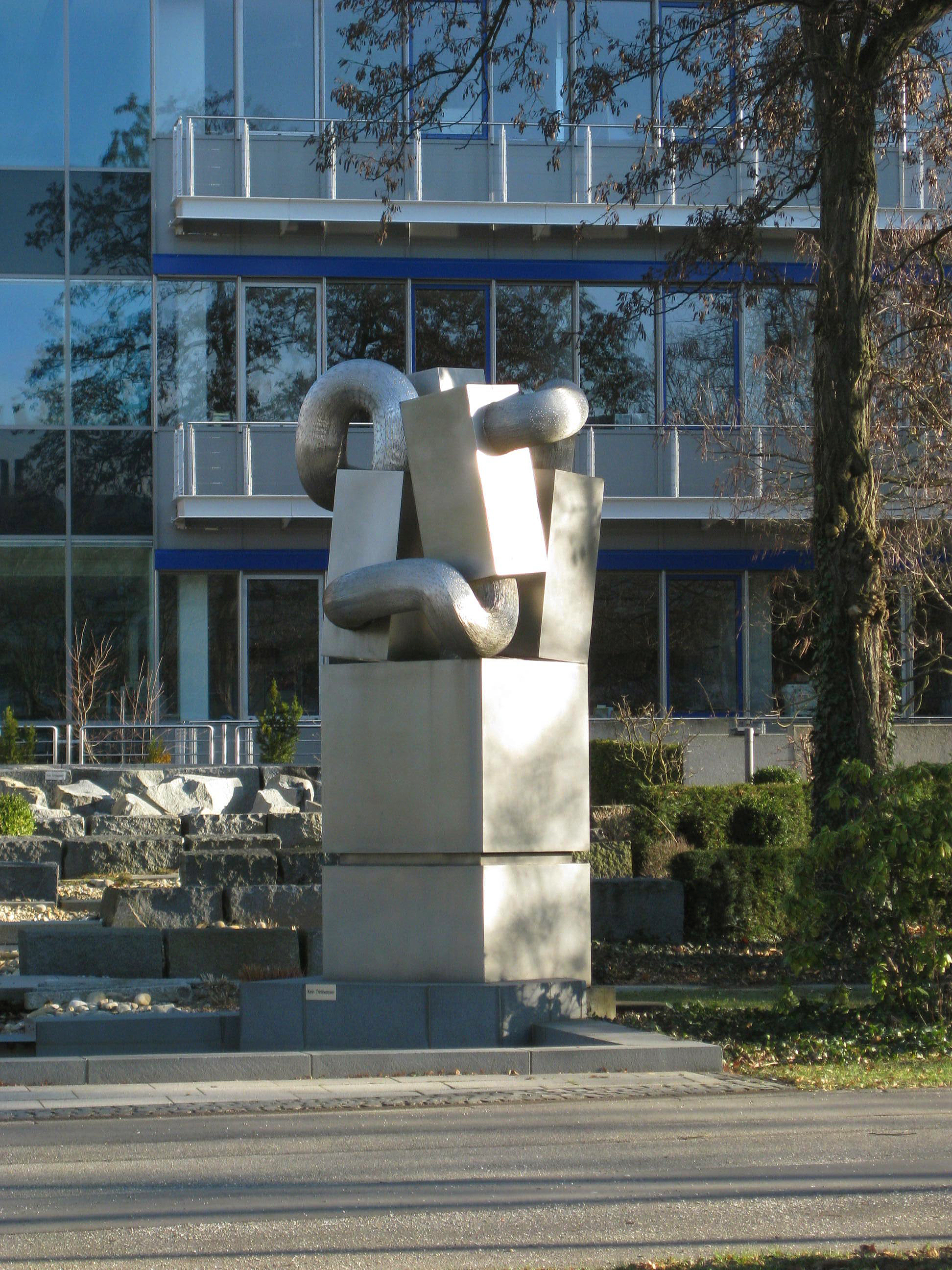
Viertakt (1978), Freiburg im Breisgau
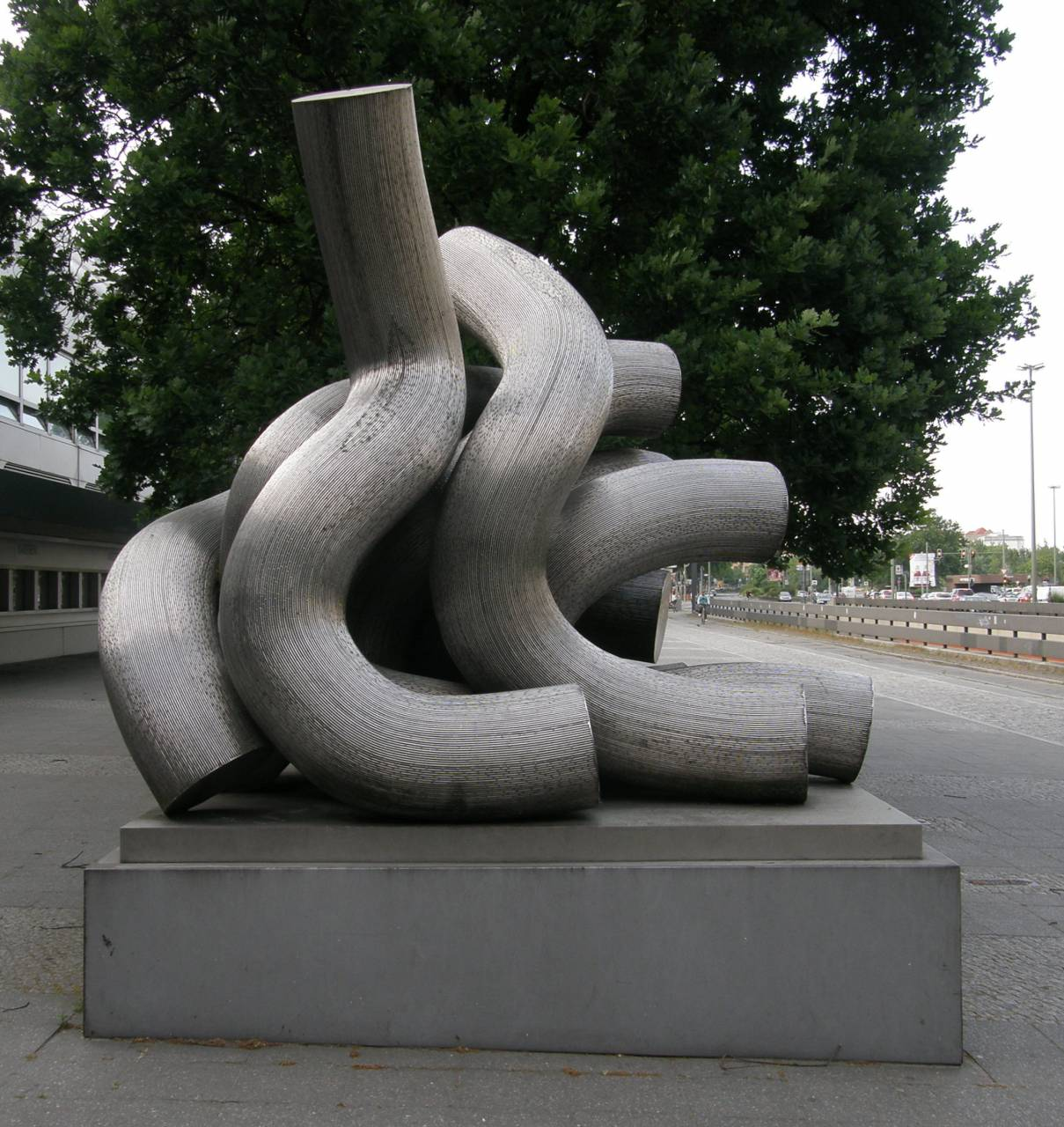
Begegnungen (1978/79), Berlin
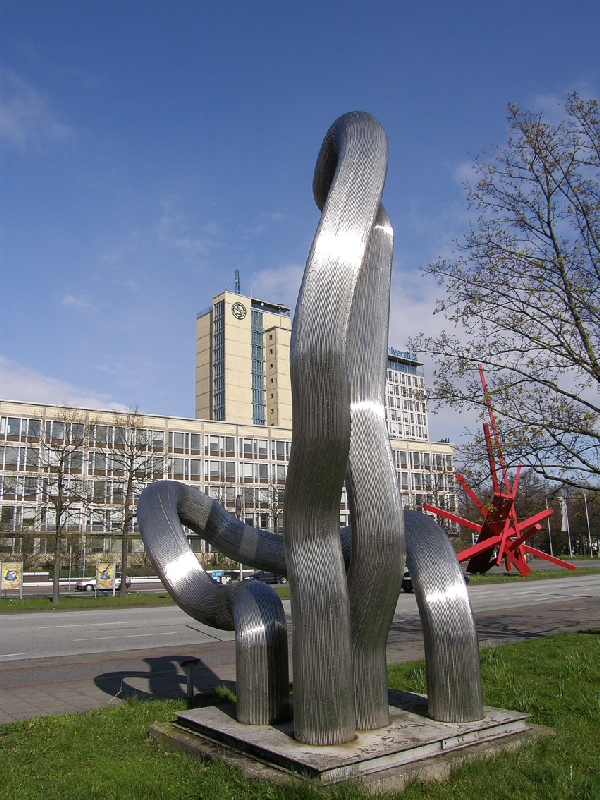
Genesis (1983/85), Hannover
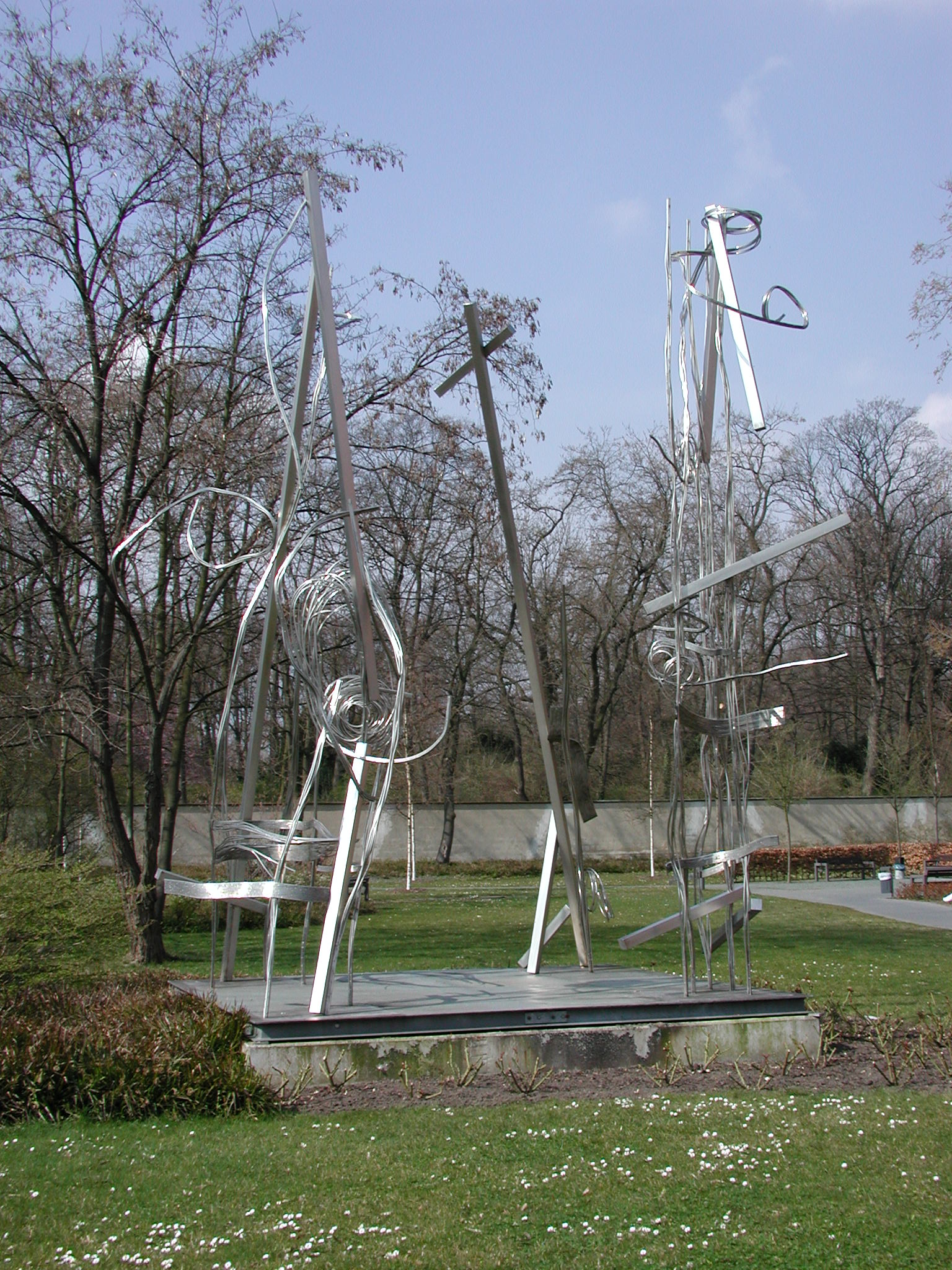
Elemente (1992), Berlin
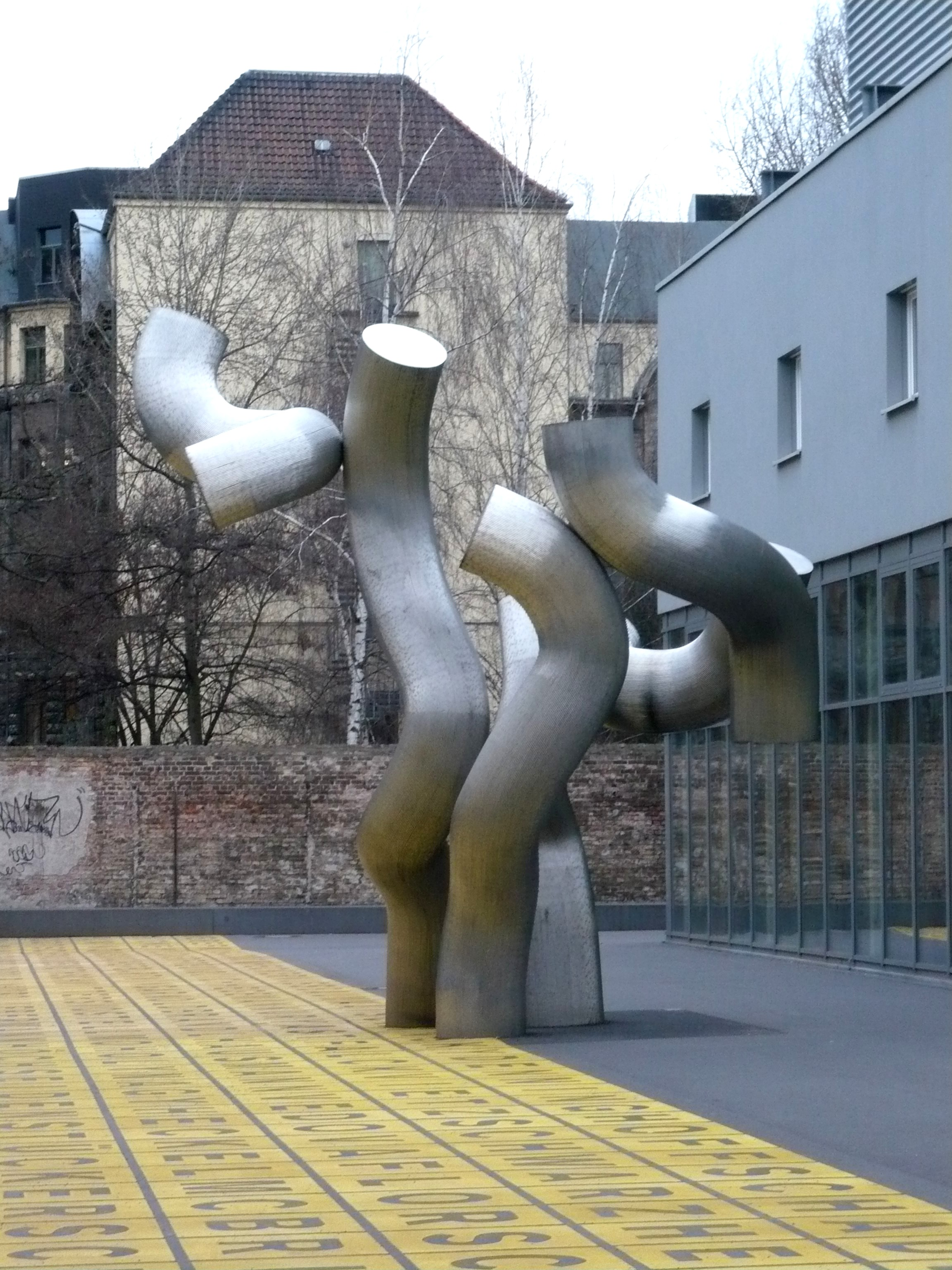
Dreiheit (1992/1993), Berlinische Galerie, Berlin
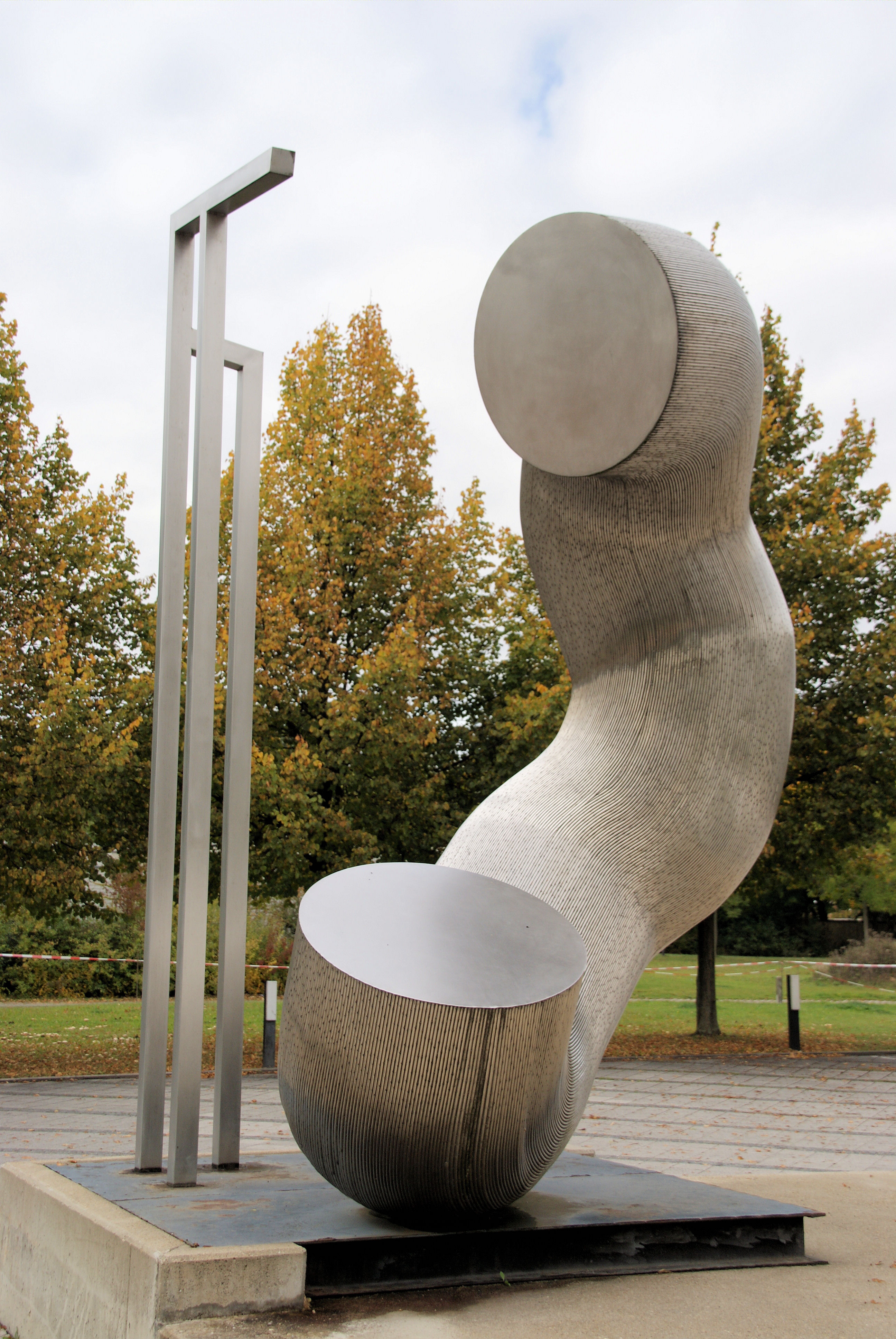
Heros (1986/87), Regensburg